# 钝叶旋覆花
钝叶旋覆花（学名：Inula obtusifolia）是菊科旋覆花属的植物。分布在老挝以及中国大陆的西藏等地，目前已由人工引种栽培。